# Benton County (Missouri)
Das Benton County ist ein County im US-amerikanischen Bundesstaat Missouri. Im Jahr 2020 hatte das County 19.394 Einwohner und eine Bevölkerungsdichte von 10,6 Einwohnern pro Quadratkilometer. Der Verwaltungssitz (County Seat) ist Warsaw, das nach der polnischen Hauptstadt Warschau benannt wurde.

## Geografie

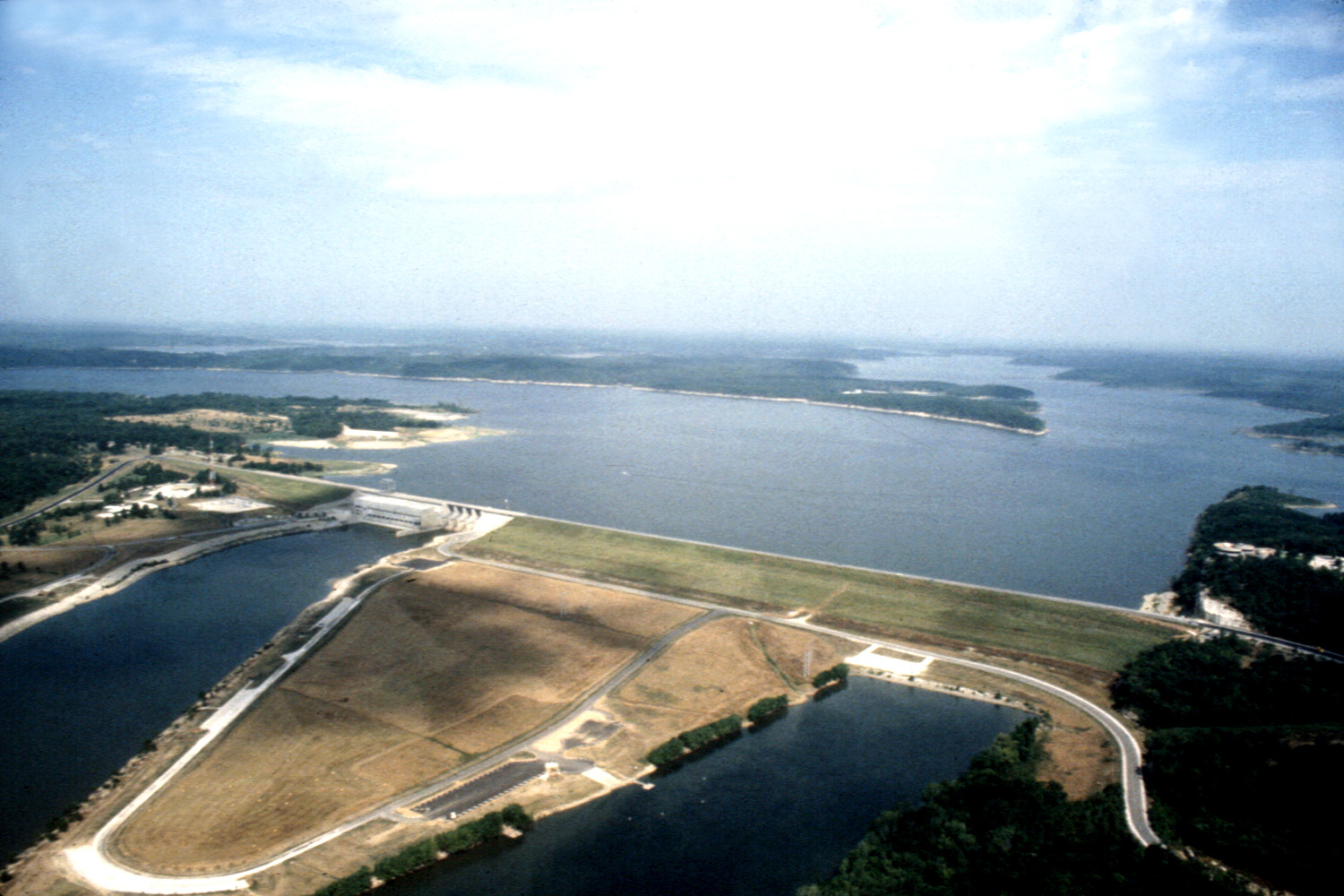
Das Truman Reservoir, benannt nach Harry S. Truman

Das County liegt im mittleren Westen von Missouri im Ozark-Plateau und wird vom Osage River durchflossen. Es hat eine Fläche von 1949 Quadratkilometern, wovon 122 Quadratkilometer Wasserfläche sind. An das Benton County grenzen folgende Nachbarcountys:
|                  | Pettis County  | Morgan County |
| Henry County     |                |               |
| St. Clair County | Hickory County | Camden County |

## Geschichte

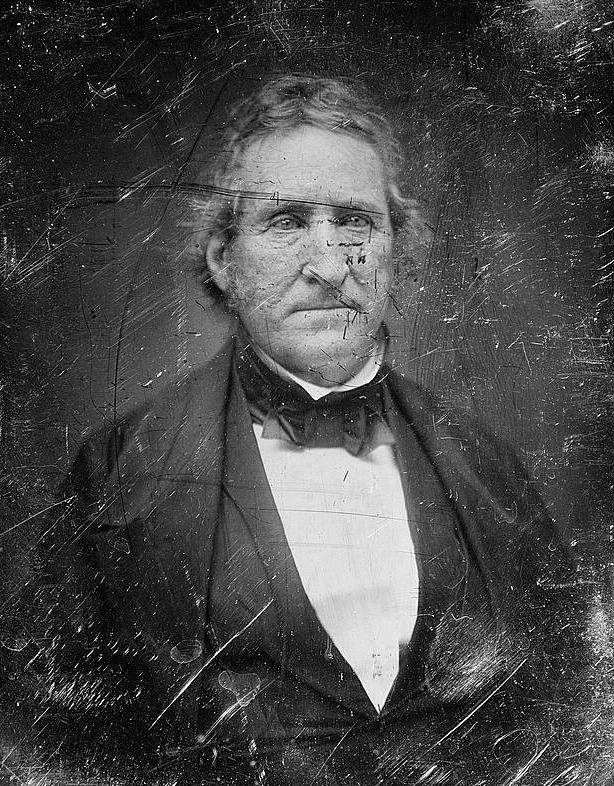
Benton

Das Benton County wurde am 3. Januar 1835 aus ehemaligen Teilen des Pettis und des St. Clair Countys gebildet. Benannt wurde es nach Thomas Hart Benton (1782–1858), einem langjährigen US-Senator von Missouri (1821–1851).

## Demografische Daten
Nach der Volkszählung im Jahr 2010 lebten im Benton County 19.056 Menschen in 8.105 Haushalten. Die Bevölkerungsdichte betrug 10,4 Einwohner pro Quadratkilometer. In den 8.105 Haushalten lebten statistisch je 2,22 Personen.
Ethnisch betrachtet setzte sich die Bevölkerung zusammen aus 97,1 Prozent Weißen, 0,3 Prozent Afroamerikanern, 0,6 Prozent amerikanischen Ureinwohnern, 0,3 Prozent Asiaten sowie aus anderen ethnischen Gruppen; 1,3 Prozent stammten von zwei oder mehr Ethnien ab. Unabhängig von der ethnischen Zugehörigkeit waren 1,5 Prozent der Bevölkerung spanischer oder lateinamerikanischer Abstammung.
18,0 Prozent der Bevölkerung waren unter 18 Jahre alt, 56,1 Prozent waren zwischen 18 und 64 und 25,9 Prozent waren 65 Jahre oder älter. 49,9 Prozent der Bevölkerung war weiblich.
Das jährliche Durchschnittseinkommen eines Haushalts lag bei 30.924 USD. Das Prokopfeinkommen betrug 19.452 USD. 21,3 Prozent der Einwohner lebten unterhalb der Armutsgrenze.

## Ortschaften im Benton County
| Citys - Cole Camp - Lincoln - Warsaw | Village - Ionia1 |

Unincorporated Communities
| - Avery - Bentonville - Blue Branch - Brandon - Cold Springs - Cole Camp Junction | - Crest - Crockerville - Dell - Dell Junction - Edmonson - Edwards | - Fristoe - Hastain - Knobby - Lake Creek - Lakeview Heights - Lively | - Majorville - Mora - Palo Pinto - Pom-o-sa Heights - Racket - Santiago | - Tackner - Valley View - Whitakerville - White Branch - Windsor Junction - Wisdom |

1 – teilweise im Pettis County

## Gliederung
Das Benton County ist in neun Townships eingeteilt:
| Township               | Einwohner (2010) | FIPS     |
| ---------------------- | ---------------- | -------- |
| Alexander Township     | 527              | 29-00586 |
| Cole Township          | 2070             | 29-15418 |
| Fristoe Township       | 2450             | 29-26074 |
| North Lindsey Township | 1765             | 29-53142 |
| South Lindsey Township | 2822             | 29-68933 |
| Tom Township           | 2232             | 29-73564 |
| Union Township         | 1523             | 29-74500 |
| White Township         | 2488             | 29-79252 |
| Williams Township      | 3179             | 29-79936 |